# Myriam Mézières
Pour les articles homonymes, voir Mézières.
 (janvier 2018).
Si vous disposez d'ouvrages ou d'articles de référence ou si vous connaissez des sites web de qualité traitant du thème abordé ici, merci de compléter l'article en donnant les références utiles à sa vérifiabilité et en les liant à la section « Notes et références ».
Myriam Mézières est une actrice, scénariste et chanteuse française, née le 19 octobre 1951 à  Paris 18e.
Elle a souvent tourné avec le réalisateur suisse Alain Tanner.

## Biographie
Née d'un père égyptien et d’une mère pianiste d’origine tchèque, Myriam Mézières a été élevée en orphelinat. Sa rencontre avec le cinéaste suisse Alain Tanner, sur le tournage de Jonas qui aura 25 ans en l'an 2000, en 1976, sera déterminante pour la suite de sa carrière.
Elle travaille également avec Jean-Pierre Mocky (Un linceul n'a pas de poches), Andrzej Żuławski (Mes nuits sont plus belles que vos jours), Paul Vecchiali (Change pas de main), Claude Lelouch, Yves Boisset ou Claude Berri.
Pendant les années 1980 et 1990, l'actrice enchaîne les participations : on la voit dans Les Nanas, La Débandade (Claude Berri), ou encore Le Juge Fayard dit Le Shérif (Yves Boisset). C'est avec Alain Tanner qu'elle obtient ses plus grands rôles : No Man's Land, Le Journal de Lady M. (qui représente la Suisse aux Oscars), ou Une flamme dans mon cœur, qu'elle coécrit avec Alain Tanner, et qui lui vaut le prix de la meilleure actrice et du meilleur film au festival de Houston.
Elle joue aussi dans des films espagnols, comme Bouche à bouche, de Manuel Gómez Pereira.
Actrice sulfureuse (Change pas de main a été alternativement classé X et Art et Essai), elle concilie ses passions pour la comédie et la musique en créant deux spectacles musicaux, Extraña Fruta (Ce fruit étrange) et Carne y Sueños (En chair et en rêves) et en chantant dans beaucoup de ses films.

## Filmographie sélective

### Cinéma

#### Longs métrages
- 1974 : Le Troisième Cri d'Igaal Niddam
- 1974 : Un linceul n'a pas de poches de Jean-Pierre Mocky
- 1975 : Change pas de main de Paul Vecchiali
- 1976 : Spermula de Charles Matton
- 1976 : Jonas qui aura 25 ans en l'an 2000 d'Alain Tanner
- 1977 : Le Juge Fayard dit « le Shériff » d'Yves Boisset
- 1978 : Corps à cœur de Paul Vecchiali
- 1979 : À nous deux de Claude Lelouch
- 1979 : Les Enquêtes du commissaire Maigret, épisode : Maigret et l'Indicateur d'Yves Allégret
- 1982 : En haut des marches de Paul Vecchiali
- 1983 : Poussière d'empire de Lam Lê
- 1984 : Les Nanas d'Annick Lanoë
- 1985 : No Man's Land d'Alain Tanner avec Hugues Quester
- 1987 : Résidence surveillée de Frédéric Compain
- 1987 : Une flamme dans mon cœur d'Alain Tanner
- 1989 : Radio Corbeau d'Yves Boisset
- 1989 : Mes nuits sont plus belles que vos jours d'Andrzej Żuławski
- 1991-1992 : Mau Mau d'Uwe Schrader
- 1993 : Le Journal de Lady M. d'Alain Tanner avec Félicité Wouassi
- 1995 : Marie de Nazareth de Jean Delannoy avec Myriam Muller, Didier Bienaime et Francis Lalanne
- 1995 : Bouche à bouche (Boca a boca) de Manuel Gómez Pereira
- 1996 : Black Dju de Pol Cruchten avec Philippe Léotard
- 1998 : Ça n'empêche pas les sentiments de Jean-Pierre Jackson
- 1999 : La Débandade de Claude Berri
- 2000 : Krámpack de Cesc Gay
- 2002 : Fleurs de sang de Myriam Mézières et Alain Tanner
- 2005 : Tánger de Juan Madrid
- 2007 : Cuidate de mi de Javier de la Torre
- 2009 : Un ajuste de cuentas de Juan Madrid
- 2011 : Volveremos de Felipe Sole
- 2021 : Les aventures d'Aytl Jensen de Aytl Jensen TV Série : Françoise (S01-E6 : La réalisatrice)
- 2022 : Si loin, si proche 2 de Aytl Jensen : Josiane Froissy

#### Courts métrages
- 1974 : Gliscom Butrew
- 1974 : Tout bas - Magasin de lingerie Noel Simsolo
- 1978 : Horizonville d'Alain Klarer (moyen métrage)
- 1981 : Le Goûter de Josette de  Gérard Frot-Coutaz
- 1982 Pan Pan Noel Simsolo
- 1990 : Uhloz de Guy Jacques

## Théâtre
- 1972 : Par delà les marronniers de Jean-Michel Ribes, mise en scène de l'auteur, Festival du Marais Maison d'Ourscamp, Espace Cardin
- 1984 : Kidnapping de Catherine Rihoit, mise en scène Étienne Bierry, Poche Montparnasse
- 1986 : Dépêche-toi ! Il est shabat ! de Jacques Azulay (Franck Warriol)